# Dandenong South
Dandenong South är en del av en befolkad plats i Australien. Den ligger i kommunen Greater Dandenong och delstaten Victoria, omkring 32 kilometer sydost om delstatshuvudstaden Melbourne.
Runt Dandenong South är det tätbefolkat, med 591 invånare per kvadratkilometer.. Närmaste större samhälle är Hampton Park, nära Dandenong South.
Runt Dandenong South är det i huvudsak tätbebyggt. Genomsnittlig årsnederbörd är 1 251 millimeter. Den regnigaste månaden är maj, med i genomsnitt 154 mm nederbörd, och den torraste är januari, med 51 mm nederbörd.